# Jules-Émile Verschaffelt
Jules-Émile Verschaffelt (Gent, 27 januari 1870 - Den Haag, 22 december 1955) was een Belgische fysicus. Hij werkte in het laboratorium van Kamerlingh Onnes in Leiden van 1894 tot 1906 en van 1914 tot 1923. Van 1906 tot 1914 werkte hij aan de Vrije Universiteit Brussel en van 1923 tot 1940 aan de Universiteit Gent. Zijn onderzoek betrof vooral thermodynamica, capillariteit en de entropie en irreversibiliteit van fysische processen. Hij nam aan verschillende honderden wetenschapsprojecten deel.

## Biografie

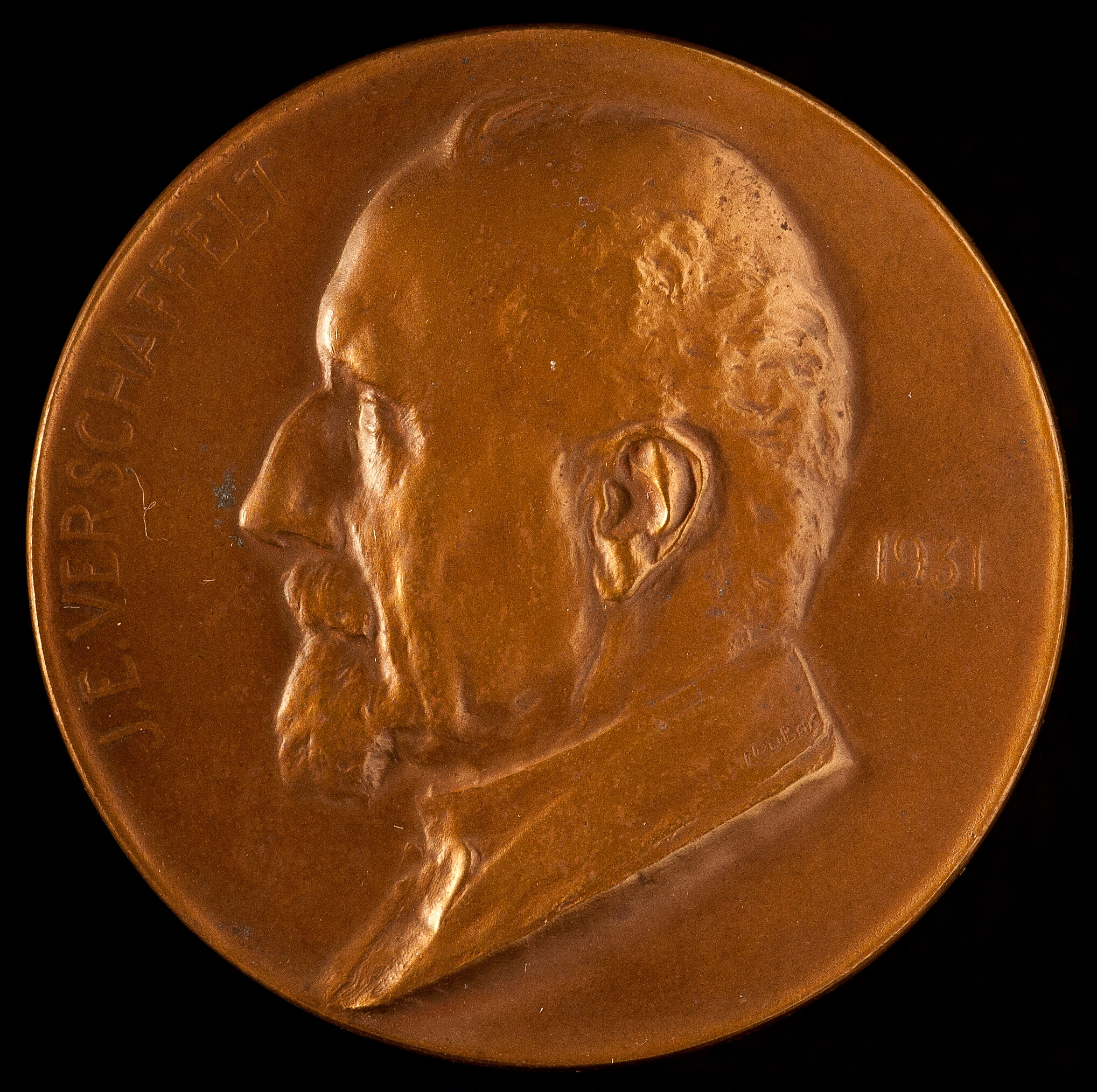
Gedenkpenning voor Verschaffelt (Gent, 1931)

Verschaffelt werd in 1870 in Gent geboren. Hij studeerde aan de Universiteit Gent, en behaalde er de doctorstitel in 1893. Toentertijd was de taal in universitaire kringen nog het Frans, aangezien Nederlands enkel de taal van het volk was.
Vervolgens werkte hij in Nederland, onder Van der Waals en Van 't Hoff alsook H. A. Lorentz in de Universiteit van Leiden. Hij promoveerde uiteindelijk in 1896 onder Kamerlingh Onnes. In 1906 keerde hij terug naar België, waar hij tot professor werd benoemd aan de Université Libre de Bruxelles. Gedurende de Eerste Wereldoorlog vluchtte hij naar Nederland, en keerde pas in 1923 terug. Hij zou professor worden aan de Universiteit Gent (nu ook gedeeltelijk Nederlandstalig), waar hij professor bleef tot in 1940. Gedurende de Duitse bezetting van België in de Tweede Wereldoorlog die toen uitbrak, weigerde hij mee te werken met de pro-Duitse Vlaamse Beweging, waarvoor hij enkele maanden van 1943 in de gevangenis doorbracht. Hij overleed in 1955, in Den Haag, op 85-jarige leeftijd.